# Актобе-1 (станция)
Станция Актобе́ (каз. Ақтөбе станциясы) — железнодорожная станция Казахстанских железных дорог, расположенная в городе Актобе Актюбинской области Республики Казахстан.

## История
Первое здание вокзала было построено в 1905 году, когда открылась железная дорога Ташкент — Оренбург.
Также была обустроена прилегающая территория вокзала.
Вокзал при станции Актюбинск построен на настоящем, очень выгодном месте, только благодаря упорной настойчивости Сухина (Уездный начальник с сентября 1896 г. по ноябрь 1902 г.) и его умению расположить инженеров-изыскателей так, что будто бы в излиянии своих горячих чувств. Они сказали: «где вам Николай Михайлович, угодно там и будет вокзал – хоть на «барбете». Будто-бы Сухин привел инженеров на место нынешнего вокзала, ударил фуражкой о земь и сказал: «сто чертей и две бомбы – здесь быть вокзалу» – и вокзал вырос на этом месте. Этот благородный подвиг Сухина, должен быть запечатлен в назидание потомству, как подвиг актюбинского Сусанина. (ист. Журнал Актюбинский городской вестник № 14 от 1 мая 1914 г., материал подготовил краевед Ярошенко О.Г. 08.01.2023). 
Строительство нынешнего здания вокзала Актобе началось в 1973 году, когда первому секретарю Актюбинского обкома Василию Ливенцову удалось получить разрешение на строительство нового здания. В 1975 году новое здание вокзала было сдано в эксплуатацию, а прилегающая площадь обустроена.
На внеочередной 27-й сессии Актюбинского областного маслихата в октябре 2014 года были внесены изменения в генплан Актобе, принятого в 2006 году. Вокзал планируется перенести в район Москва.